# Аламо (Нью-Мексико)
Аламо (англ. Alamo; навахо Tʼiistoh) — переписна місцевість (CDP) в США, в окрузі Сокорро штату Нью-Мексико. Населення — 1150 осіб (2020).

## Географія
Аламо розташоване за координатами 34°25′6″ пн. ш. 107°30′45″ зх. д. / 34.41833° пн. ш. 107.51250° зх. д. (34.418400, -107.512485).  За даними Бюро перепису населення США в 2010 році переписна місцевість мала площу 101,46 км², уся площа — суходіл.

## Демографія
Згідно з переписом 2010 року, у переписній місцевості мешкало 1085 осіб у 266 домогосподарствах у складі 219 родин. Густота населення становила 11 особа/км².  Було 343 помешкання (3/км²).
Расовий склад населення:
| - 95,4 % — корінних американців - 2,5 % — білих - 0,6 % — азіатів |

До двох чи більше рас належало 1,4 %. Частка іспаномовних становила 3,0 % від усіх жителів.
За віковим діапазоном населення розподілялося таким чином: 35,9 % — особи молодші 18 років, 58,4 % — особи у віці 18—64 років, 5,7 % — особи у віці 65 років та старші. Медіана віку мешканця становила 26,0 року. На 100 осіб жіночої статі у переписній місцевості припадало 94,4 чоловіків;  на 100 жінок у віці від 18 років та старших — 87,6 чоловіків також старших 18 років.
Середній дохід на одне домашнє господарство  становив 24 383 долари США (медіана — 13 162), а середній дохід на одну сім'ю — 23 985 доларів (медіана — 15 673). За межею бідності перебувало 44,2 % осіб, у тому числі 12,0 % дітей у віці до 18 років та 67,9 % осіб у віці 65 років та старших.
Цивільне працевлаштоване населення становило 173 особи. Основні галузі зайнятості: освіта, охорона здоров'я та соціальна допомога — 62,4 %, публічна адміністрація — 22,5 %, виробництво — 9,2 %, мистецтво, розваги та відпочинок — 5,2 %.